# Royal Society Range
Die Royal Society Range ist eine Gebirgskette des Transantarktischen Gebirges im Süden des ostantarktischen Viktorialands. Sie erstreckt sich entlang der Scott-Küste zwischen dem Koettlitz-, dem Skelton- und dem Ferrar-Gletscher. Höchste Erhebung ist der Mount Lister mit 4025 m. Weitere benannte Gipfel sind der Mount Rucker mit 3816 m und der Mount Hooker mit 3800 m.
Zahlreiche junge Schlackenkegel belegen pleistozänen, möglicherweise bis ins Holozän anhaltenden Vulkanismus in dieser Region.
Die Erstsichtung geschah vermutlich 1841 durch James Clark Ross. Die Gebirgskette wurde von Teilnehmern der Discovery-Expedition (1901–1904) unter der Leitung des britischen Polarforschers Robert Falcon Scott erkundet, der sie nach der Royal Society benannte und viele Gipfel nach ihren Mitgliedern benannte. Die Royal Society hatte die Expedition finanziell und organisatorisch unterstützt.

## Weblinks

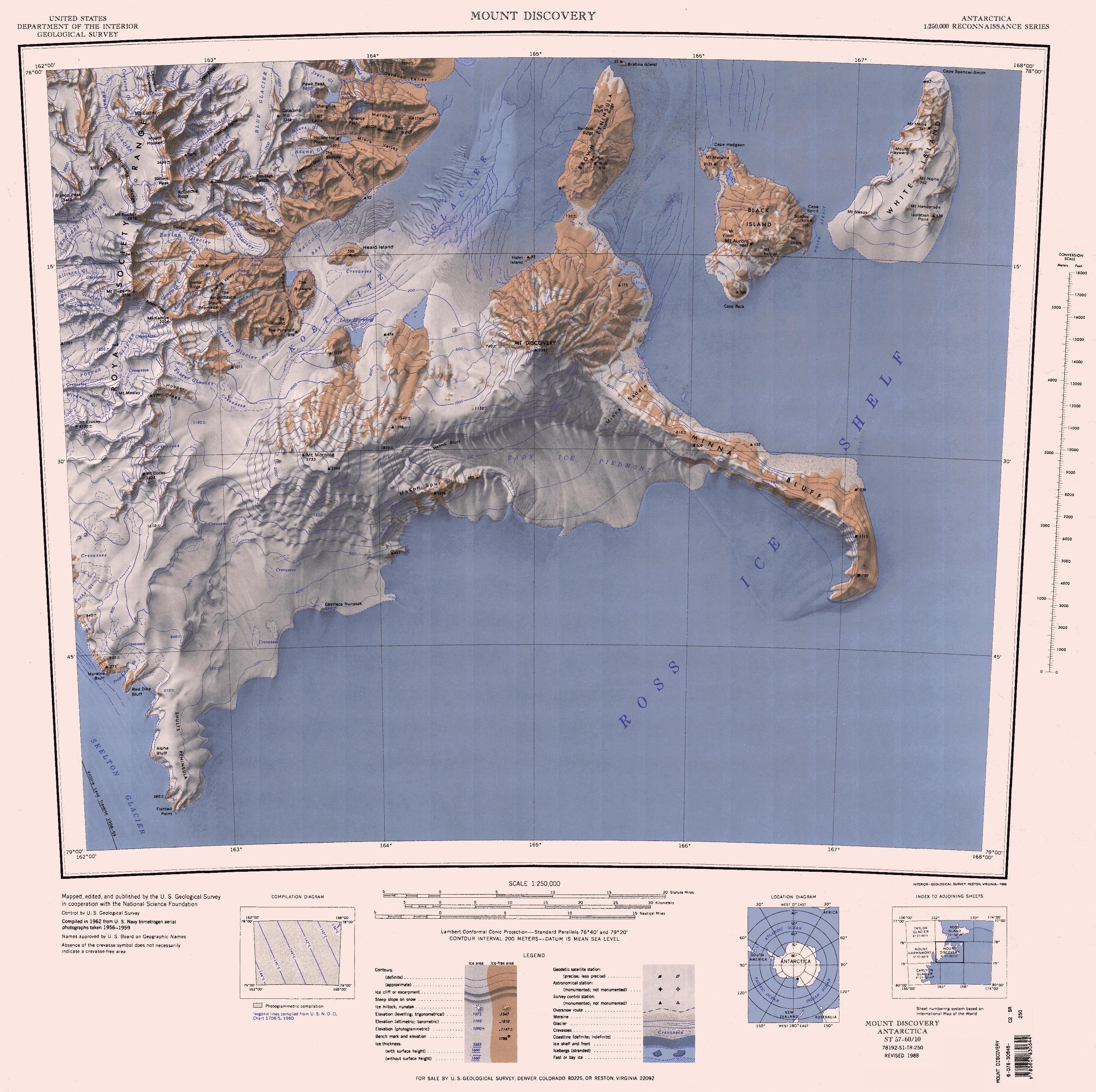
Karte von 1962, links die Royal Society Range